# Фёдорова, Ирина Константиновна
Ири́на Конста́нтиновна Фёдорова (1931, Ленинград — 7 декабря 2010, Санкт-Петербург) — советский и российский историк, специалистка по этнографии, культуре, фольклору, языку народов Восточной Полинезии, прежде всего острова Пасхи (Рапа-Нуи), автор не являющейся общепризнанной дешифровки рапануйской иероглифической письменности; доктор исторических наук (1994), ведущий научный сотрудник отдела Австралии, Океании и Индонезии Музея Антропологии и этнографии РАН им. Петра Великого (Кунсткамера), лауреат премии им. Н. Н. Миклухо-Маклая АН СССР (1981), премии Президиума РАН (1995).

## Биография

### Детство и юность
И. К. Фёдорова родилась в Ленинграде 28 ноября 1931 года. Её отец, Константин Андреевич Можайский, работал в типографии, мать — Лидия Романовна Штейнберг — преподавала немецкий язык в школах Ленинграда.
В 1939 году Ирина начала учиться в школе № 9 Приморского района, где работала её мать. 4 июля 1941 года мать в качестве педагога командировали эвакуировать группу детей из Ленинграда в Кировскую область. Она взяла с собой дочь и двух малолетних племянников. По железной дороге через Любань и Малую Вишеру под первыми налётами немцев добрались до Оричевского района Кировской области, жили в детских домах в деревнях Смирново, Помаскино, Камешнице. В 1945 году вернулись в Ленинград, ещё год Ирина жила в детском доме, окончила 46-ю школу.
В 1956 году Ирина Константиновна с отличием окончила филологический факультет ЛГУ, получив специальность «филолог-романист, учитель французского языка». С августа 1958 года начала работать в Ленинградском отделении Института этнографии АН СССР, занявшись изучением рапануйского языка и фольклора под руководством выдающегося учёного-дешифровщика Ю. В. Кнорозова. В этом Институте, ныне МАЭ РАН, она проработала 52 года (в возглавляемой Ю. В. Кнорозовым группе этнической семиотики, в секторе Америки, в Отделе Австралии и Океании).

### Научная деятельность
В 1966 г. защитила кандидатскую диссертацию на тему «Фольклорные памятники острова Пасхи как исторический источник», в 1978 г. опубликовала монографию «Мифы, предания и легенды острова Пасхи», которая до сих пор является единственным в мировой науке сводом всех имеющихся памятников рапануйского фольклора. За эту книгу она была удостоена премии им. Н. Н. Миклухо-Маклая АН СССР за 1981 г., а в 1987 г. работа вышла в Будапеште на венгерском языке. В эту книгу вошли сделанные И. К. Фёдоровой переводы легенд из рукописных тетрадей, привезённых с острова Пасхи в 1956 г. норвежским исследователем Туром Хейердалом. Зарубежные учёные не смогли перевести эти тексты, написанные на рапануйском языке с неправильной разбивкой на слова, поэтому Хейердал обратился за помощью в Кунсткамеру, зная, что в Ленинграде сильная школа дешифровки. Он опубликовал переведённые Фёдоровой манускрипты во 2-м томе Трудов своей археологической экспедиции (1965).
Продолжая изучать рапануйскую культуру, в 1988 г. И. К. Фёдорова издала вторую монографию по фольклору «Мифы и легенды острова Пасхи» (1988), включающую как первый в мировой науке сводный словарь рапануйского языка (прямой и обратный), так и собственный перевод с рапануйского языка манускрипта «Е», привезенного немецким исследователем Томасом Бартелем и опубликованного им без перевода в 1974 г.
Книга «Остров Пасхи. Очерки культуры XIX -ХХ вв.» (1993), по теме которой в 1994 г. И. К. Фёдорова защитила докторскую диссертацию, посвящена истории заселения острова Пасхи, этногенезу его жителей и решению многочисленных загадок его древней и самобытной цивилизации. Ирина Константиновна проанализировала самые интересные аспекты культуры аборигенов Рапа-Нуи — их фольклор, язык, песнопения, связанные с играми в верёвочку, особенности татуировки, возведения каменных статуй, показала семантику плетёных погребальных и резных деревянных фигур.
Первые результаты работы над письменностью кохау ронгоронго, в которых был сделан вывод о иероглифическом характере рапануйских текстов, появились в статьях Фёдоровой 1960-х гг. В дальнейшем Фёдорова пришла к заключению, что тексты острова Пасхи написаны на языке, сильно отличающемся от современного рапануйского — в них прежде всего отсутствовали «переменные» знаки (передающие служебные слова). Главная особенность рапануйских текстов — сильно выраженная омонимия, самый удобный способ записи, хорошо отражающий особенности рапануйского языка.
Итоги собственной дешифровки рапануйского иероглифического письма И. К. Фёдорова представила в 1995 г. в монографии «Дощечки кохау ронгоронго из Кунсткамеры» (1995), за которую в том же году получила премию Президиума Российской Академии наук. В этой книге она предложила чтение и перевод текстов (без лакун) на двух рапануйских дощечках из коллекции МАЭ РАН. В 2001 г. вышла в свет фундаментальная дешифровка (с чтением и переводом) всего корпуса иероглифических рапануйских текстов, сохранившихся в музеях мира до наших дней «„Говорящие дощечки“ с острова Пасхи. Дешифровка, чтение, перевод». И. К. Фёдорова дешифровала и несколько нестандартных поздних иероглифических записей: на дощечке «Ика» из Мадрида, табличку, привезённую Ф. Мазьером, запись рапануйца Томеники.
Дешифрованные тексты, однако, бессмысленны, и даже отрывок, который идентифицировали как календарь, в её переводе не содержит никаких упоминаний времени, в связи с чем мировое научное сообщество отвергает перевод Фёдоровой.
Помимо попыток дешифровки письма ронгоронго (которому посвящены две книги и 20 статей), И. К. Фёдоровой написано свыше 100 статей и докладов, опубликованных в России и других странах — в США, Англии, Франции, Германии, Чили. Они посвящены разнообразным проблемам этнографии, культуры, фольклора, языка острова Пасхи и жителей других островов Полинезии (гавайцев, маори, маркизцев, мангаревцев, таитян, самоанцев, тонганцев), происхождению народов Океании и тихоокеанским океаническим контактам, роли ареоев на островах Полинезии, лингвистике полинезийских и индейских языков; петроглифике, зодиаку, календарю, палеоастрономии, топонимике, терминам родства и социальным системам, материальной культуре, мифологии, религиозным представлениям, волшебной сказке, играм, татуировке, семантике скульптурных и резных изображений полинезийцев.
И. К. Фёдорова принимала участие в работе VII МКАЭН (Москва, 1964), постоянно выступала с докладами в работе различных конференций, симпозиумов.
Другой сферой научной деятельности И. К. Фёдоровой было изучение ранней истории и этнографии острова Пасхи и Восточной Полинезии. Книга «Миссионеры острова Пасхи» (2004) посвящена истории первой католической миссии Рапа−Нуи и отношению миссионеров к самобытной рапануйской культуре. Она написана по редким архивным материалам и публикациям Конгрегации Святого Сердца (Ватикан) и показывает положительную роль рапануйской миссии XIX в. в изучении и сохранении местной культуры и спасении аборигенов.
С 1995 г. И. К. Фёдорова являлась участником неформального творческого объединения «Путь предков», изучающего и публикующего материалы по истории первой российской кругосветной экспедиции (1803−1806). Она принимала участие в подготовке большого научного альбома «Вокруг света с Крузенштерном» (2005), была соавтором в коллективной монографии «Россияне в „Тихом море“» (2006), посвященной историко-этнографическому наследию участников первого кругосветного плавания россиян на кораблях «Надежда» и «Нева» под командованием И. Ф. Крузенштерна и Ю. Ф. Лисянского, прежде всего, по островам Восточной Полинезии — Пасхи, Маркизским и Гавайским, и в сборнике «Русское географическое общество. 165 лет служения отечеству» (под общей редакцией РГО, 2011). Она изучала дневники и материалы И. К. Горнера, Ф. И. Шемелина, М. И. Ратманова и других участников первой российской кругосветной экспедиции.
Одна из последних работ Ирины Константиновны «Семантика скульптурных и резных изображений (по предметам полинезийских коллекций МАЭ РАН)» осталась неопубликованной.

### Семья
- Отец — Константин Андреевич Можайский (1902—1959).
- Мать — Лидия Романовна Штейнберг (1902—1970).
- Супруг — Фёдоров Михаил Львович (1933—2002), военный врач-микробиолог, доктор наук, полковник медицинской службы. Брак зарегистрирован в 1961 г., расторгнут по инициативе мужа в 1964 году.
- Дочь — Ольга Михайловна Фёдорова, кандидат педагогических наук, библиотекарь, иллюстратор публикаций И. К. Фёдоровой, соавтор книг «Вокруг света с Крузенштерном» (2005), «Россияне в „Тихом море“» (2006), «Миссионеры острова Пасхи» (2004).